# Daraina-Wieselmaki
Der Daraina-Wieselmaki (Lepilemur milanoii) ist eine auf Madagaskar lebende Primatenart aus der Gruppe der Wieselmakis innerhalb der Lemuren. Die Art wurde 2006 erstbeschrieben.

## Merkmale
Daraina-Wieselmakis zählen zu den kleinsten Wieselmakis, sie erreichen eine Kopfrumpflänge von 20 bis 23 Zentimeter und eine Schwanzlänge von 25 bis 27 Zentimeter. Das Gewicht beträgt etwa 0,6 bis 0,8 Kilogramm. Ihr Fell ist am Rücken rötlich-braun und am Bauch weißgrau gefärbt. Grau sind auch die Gliedmaßen, nur die Oberseite der Oberschenkel ist rötlich. Die Hinterbeine sind als Anpassung an die springende Lebensweise lang und kräftig. Der Kopf ist rötlich-braun, das Gesicht hingegen grau, was einen maskenartigen Eindruck bewirkt. 

## Verbreitung und Lebensraum
Daraina-Wieselmakis bewohnen ein kleines Gebiet im nordöstlichen Madagaskar im Gebiet Daraina. Die genauen Ausmaße ihres Verbreitungsgebietes sind unklar. Sie bewohnen sowohl laubabwerfende als auch immergrüne Wälder.
Über ihre Lebensweise ist wenig bekannt. Sie sind nachtaktiv und dürften wie alle Wieselmakis tagsüber in Baumhöhlen oder im dichten Pflanzenbewuchs schlafen. In der Nacht gehen sie auf Nahrungssuche, wobei sie senkrecht an den Stämmen klettern oder springen. Wieselmakis fressen Blätter, Früchte, Blüten, Knospen und andere Pflanzenteile.

## Gefährdung
Es lassen sich keine genauen Angaben zum Gefährdungsgrad machen, da das genaue Verbreitungsgebiet der Daraina-Wieselmakis nicht bekannt ist. Die IUCN listet die Art unter „zu wenig Daten vorhanden“ (data deficient).